# ラ・ドニャ
『ラ・ドニャ』（スペイン語: La Doña）は、アメリカ合衆国のテレビドラマ。テレムンドで2016年11月29日から2020年4月27日まで放送された。

## 登場人物

### 主な登場人物
アルタグラシア・サンドバル・ラモス「ラ・ドニャ」
演：アラセリ・アラムブラ
サウル・ホセ・アギレ (シーズン1)
演：ダビッド・チャカロ
モニカ・エウラリア・エルナンデス
演：ダンナ・パオラ
イェセニア・サンドヴァル (シーズン1)
演：レベッカ・ジョーンズ
レオン・コントレラス (シーズン2)
演：カルロス・ポンセ
ホセ・ルイス・ナバレテ (シーズン2)
演：ダビッド・ゼペダ
ユーニス・ララ「ラ・フェリーナ」 (シーズン2)
演：マリセラ・ゴンザレス